# Amblyaspis californica
Amblyaspis californica är en stekelart som beskrevs av William Harris Ashmead 1893. Amblyaspis californica ingår i släktet Amblyaspis och familjen gallmyggesteklar. Inga underarter finns listade i Catalogue of Life.